# Rauschgold

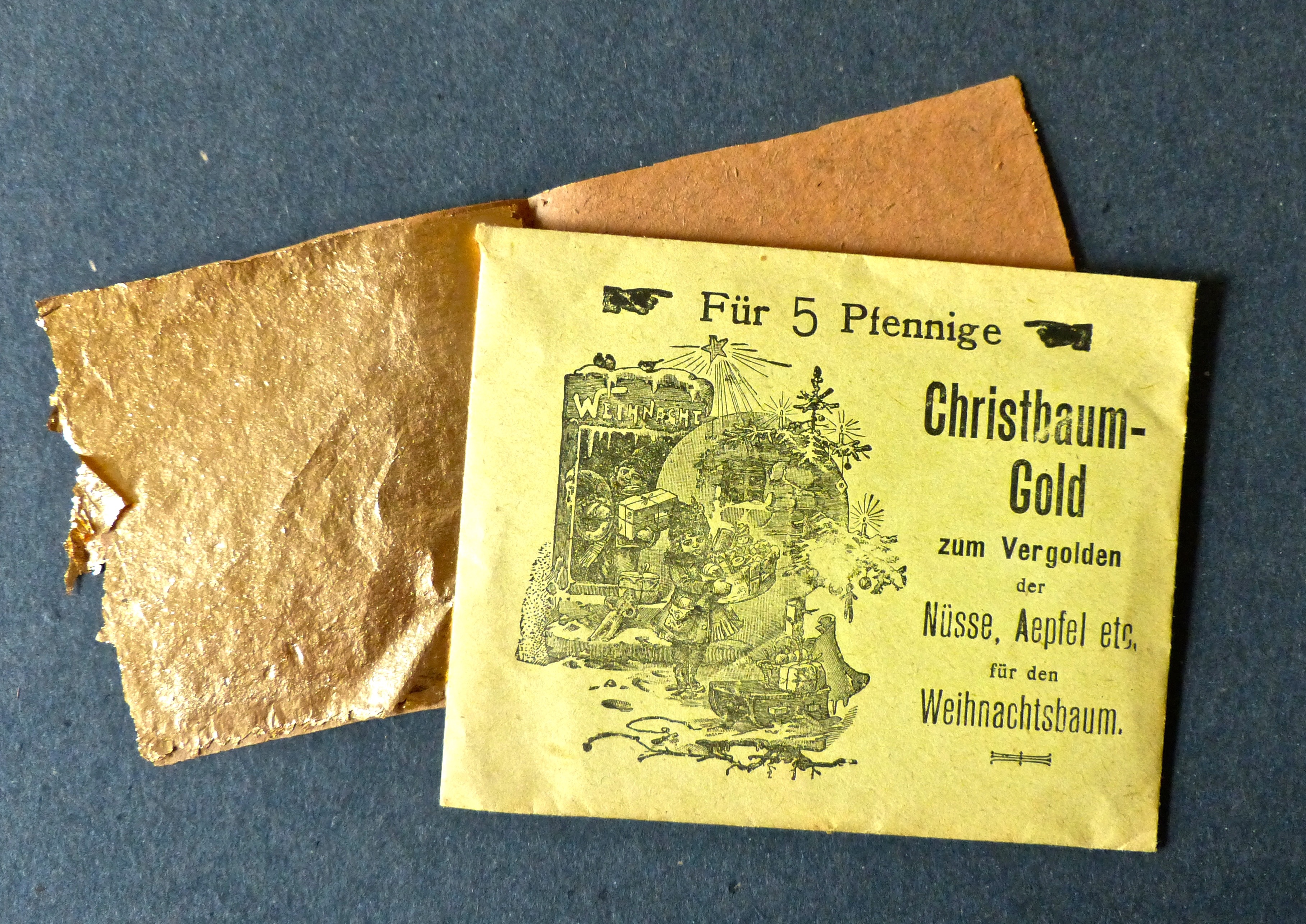
Christbaumgold zur Vergoldung von Christbaumschmuck

Als Rauschgold (auch Rauschel oder Rauschelgold, Flittergold, Knittergold) wurde hauchdünne Folie aus Messing bezeichnet, die nach einer bestimmten Bearbeitung eine optische Ähnlichkeit mit Gold hat. Es diente früher vor allem zur Herstellung von Christbaumschmuck („Rauschgoldengel“) sowie als Ersatz für Blattgold. 
Die Produktion von Rauschgold wurde 1954 eingestellt.

## Herstellung und Eigenschaften

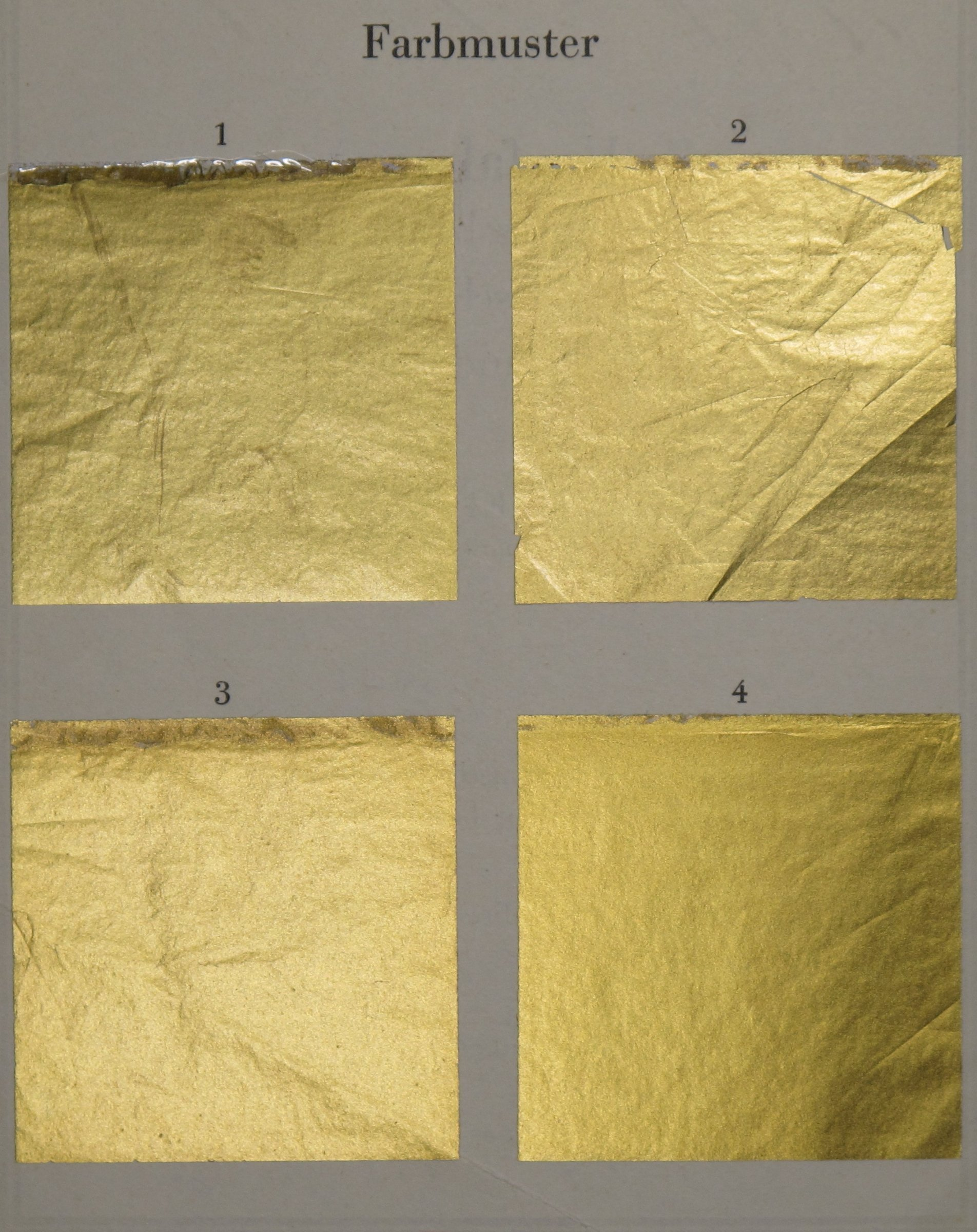
Farbmuster von Heyden-Gold, einem Markennamen eines Kompositionsgolds; aus: C. Beinroth: Verfahren zur Herstellung eines brauchbaren Ersatzes für Gold- und Silberschrift usw., Radebeul 1927

Zur Herstellung wurde Messing zu dünnem Blech ausgewalzt, blankgebeizt und dann zwischen Leder bis zu einer Dicke von etwa 15–10 µm  flachgeschlagen. Bei diesem letzten Schlagen können – wie bei der Herstellung von Blattgold – 20 und mehr Tafeln aufeinanderliegend gleichzeitig bearbeitet werden. Das Blech erhält durch die Bearbeitung eine knitternde Steifigkeit und Glanz.
Optisch unterscheidet es sich von Blattgold auf den ersten Blick kaum, oxidiert im Gegensatz zu diesem aber mit der Zeit. Die dadurch entstehende Patina kann je nach Einsatzzweck durchaus ein gewünschter künstlerischer Effekt sein.

## Rauschgoldengel
Rauschgoldengel sind nach dem Material benannt aus dem sie früher gefertigt wurden. Auf dem Christkindlesmarkt in Nürnberg werden etwa seit dem 17. Jahrhundert die international bekannten Rauschgoldengel hergestellt. Der Erfinder ist nicht bekannt, es gibt jedoch eine verbreitete Überlieferung, wonach ein Nürnberger Puppenmacher den ersten Rauschgoldengel während des den Dreißigjährigen Krieges für seine todkranke Tochter angefertigt habe. Andere Quellen verorten die ersten Engel sogar schon im 16. Jahrhundert.
Die heutigen Rauschgoldengel werden aus goldfarbener Aluminiumfolie gefertigt.